# NGC 3700
NGC 3700 је спирална галаксија у сазвежђу Велики медвед која се налази на NGC листи објеката дубоког неба.
Деклинација објекта је + 35° 30' 54" а ректасцензија 11h 29m 38,5s. Привидна величина (магнитуда) објекта NGC 3700 износи 14,1 а фотографска магнитуда 14,9. NGC 3700 је још познат и под ознакама UGC 6494, MCG 6-25-79, CGCG 185-73, PGC 35413.